# Sicurezza ontologica
La sicurezza ontologica è uno stato mentale stabile derivato da un senso di continuità riguardo agli eventi della propria vita. Giddens (1991) si riferisce alla sicurezza ontologica come a un senso di ordine e continuità in merito alle esperienze individuali, sostenendo che ciò dipenda dalle capacità delle persone di dare un senso alla propria vita. Il significato si trova nello sperimentare emozioni positive e stabili ed evitando disordine e ansietà. Se si verifica un evento che non è coerente con il senso della vita di un individuo, questo minaccerà la sicurezza ontologica di tale persona. La sicurezza ontologica implica anche il possesso di una visione positiva di sé, del mondo e del futuro.

## Sicurezza ontologica minacciata dalla morte
Philip A. Mellor discute del concetto in riferimento alla tanatologia, sostenendo che quando entrano in contatto con la morte, le persone vengono indotte a «mettere in discussione la significatività e la realtà delle strutture sociali in cui essi partecipano, fatto che manda in frantumi la loro sicurezza ontologica».

## Sicurezza ontologica e cambiamenti climatici
I cambiamenti climatici rappresentano una minaccia per il senso di continuità delle persone nelle loro vite. Nel suo libro "Vivere nella negazione: cambiamenti climatici, emozioni e vita quotidiana", la sociologa Kari Norgaard discute in che modo il cambiamento climatico influisce sulla sicurezza ontologica dei norvegesi e li porta a negare le responsabilità.
Il clima precedentemente stabile ha plasmato il patrimonio culturale norvegese. Ad esempio, sciare in inverno è una tradizione di lunga data. La stagione sciistica abbreviata ha interrotto il senso di continuità delle stagioni. Il cambiamento climatico fa sì che le persone si chiedano come saranno le cose in futuro, mentre la tendenza al riscaldamento continua. Queste interruzioni delle norme culturali influenzano i sensi di identità culturale e di sé delle persone. Ciò può provocare un'erosione del senso di uno scopo.
Inoltre, come menzionato in questo libro, una citazione dello psichiatra Robert Lifton descrive come le persone incominciano a mettere in discussione la loro convinzione che il mondo sia un buon posto dove vivere, e diventano insensibili alla minaccia del cambiamento climatico a causa di una crisi di significato nel continuità delle loro vite. Una citazione del sociologo Ulrich Beck descrive che a livello sociale l'esposizione pervasiva al rischio minaccia la sicurezza ontologica ed erode i legami sociali.

## Sicurezza ontologica associata al possesso di una dimora
Uno studio ha esaminato la relazione tra livello di sicurezza ontologica e casa di proprietà. Lo studio ha ottenuto risultati contrastanti, con alcuni intervistati che riferivano di sentirsi più protetti dal possesso di una casa, mentre altri giudicavano il possesso di una casa come fonte di insicurezza, a causa del rischio di pignoramento.
Un altro studio indica che, in generale, il vivere in una casa di proprietà è positivamente associato alla riduzione del comportamento problematico e all'aumentata attività extracurricolare (ad es. pratica sportiva, volontariato, ecc.) tra gli adolescenti.

## Sicurezza ontologica e apprendimento
La trasmissione della sicurezza ontologica è parte fondamentale del processo di apprendimento. Secondo uno studio, "Gli educatori devono anche fortificare la sicurezza ontologica degli allievi contro le ansietà esistenziali associando reti di allievi e gruppi in base alla fiducia.

## Sicurezza ontologica degli stati
Il concetto di sicurezza ontologica è stato applicato alle relazioni internazionali. È stato sostenuto che gli stati cercano di garantire la loro sicurezza ontologica (la sicurezza del sé e del concetto di sé), oltre alla ricerca della sicurezza fisica (come la protezione dell'integrità territoriale dello stato). Per garantire la loro sicurezza ontologica, gli stati possono persino compromettere la loro sicurezza fisica. La sicurezza ontologica nella politica mondiale può essere definita come il possesso, a livello dell'inconscio e della coscienza pratica, di risposte a domande fondamentali che tutte le politiche in qualche modo devono affrontare come l'esistenza, la finitudine, i rapporti con gli altri e la propria autobiografia. Gli attori collettivi come gli stati diventano ontologicamente insicuri quando le situazioni critiche rompono le loro routine portando così le questioni fondamentali al discorso pubblico.